# Стътсман
Окръг Стътсман (на английски: Stutsman County) е окръг в щата Северна Дакота, Съединени американски щати. Площта му е 5952 km², а населението - 21 087 души (2017). Административен център е град Джеймстаун.